# Hanomag
Hanomag (Hannoversche Maschinenbau AG, abreviat) a fost un constructor german de automobile, locomotive și vehicule militare.
Compania își are originiea în firma Eisen-Giesserei und Maschinenfabrik Hannover, înființată în anul 1835 de către Georg Egestorff. Inițial, firma se ocupa de construcția motoarelor cu abur. Până în 1870, firma construise deja 500 de locomotive, iar din 1871 a folosit numele Hannoversche Maschinenbau AG. Din 1905, Hanomag s-a reorientat către autovehicule propulsate de motoare cu abur și a primit o comandă din partea armatei germane. Din 1912 au fost construite de către Hanomag și autovehicule propulsate de motoare cu ardere internă (tractoare agricole). Începând cu anul 1920, Hanomag s-a orientat spre industria de automobile. Printre modelele celebre se numără Hanomag 2/10(fabricat în 15.775 de exemplare), Hanomag 3/16PS, Hanomag "Garant" și Hanomag "Rekord". La sfârșitul anilor 1920, fabrica de locomotive a fost vândută către firma Henschel & Son din Kassel din cauza dificultăților financiare. Din 1931, firma a fost relansată pe piață sub numele de Hanomag Automobil und Schlepperbau GmbH.
În timpul celui de-al Doilea Război Mondial, Hanomag a fabricat vehicule militare pentru Germania nazistă (precum semișenilatul SdKfz 251). După război, firma nu a mai produs automobile, orientându-se spre producția de utilaje de construcții, de transport sau agricole. 
În 1952, Hanomag s-a alăturat consorțiului Rheinstahl. În 1964, Rheinstahl a preluat firma Henschel & Son, care a fost absorbită de compania Hanomag. Fabrica de tractoare a fost vândută firmei Massey Ferguson, iar fabrica de camioane a fost vândută firmei Daimler Benz în 1969. În anul 1989, firma niponă Komatsu a cumpărat acțiuni de la Hanomag AG. Din anul 2002, Hanomag a devenit Komatsu Hanomag GmbH, fiind cumpărată în întregime.

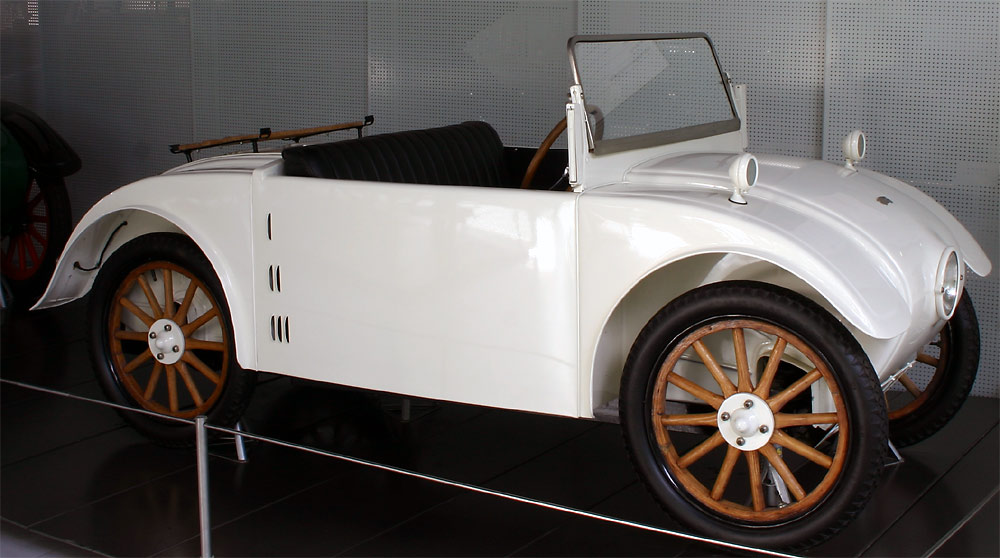
Hanomag 2/10PS "Kommissbrot"
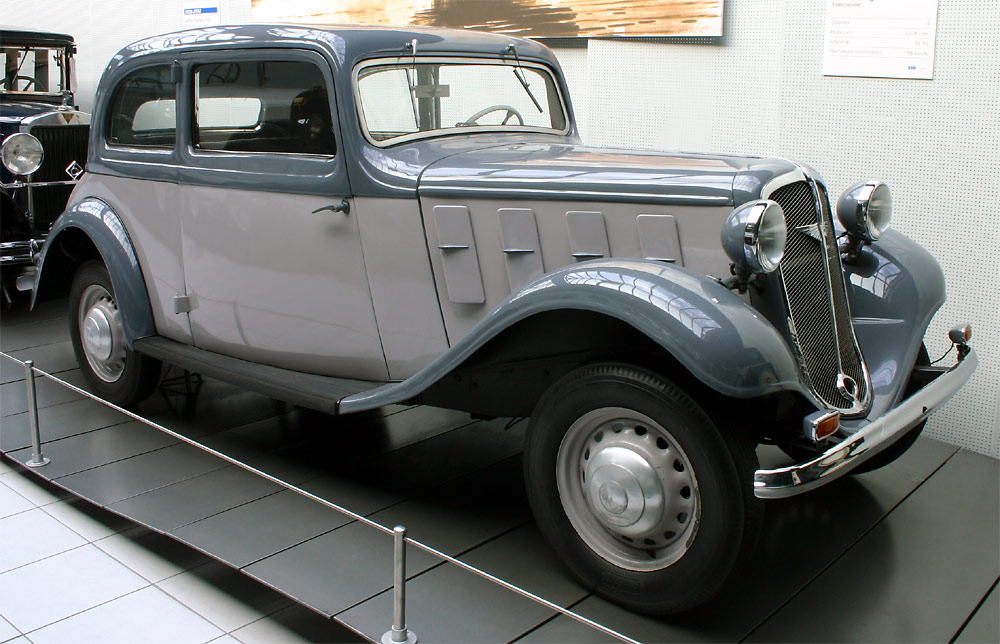
Hanomag cu motor de 1.5 litri "Rekord"
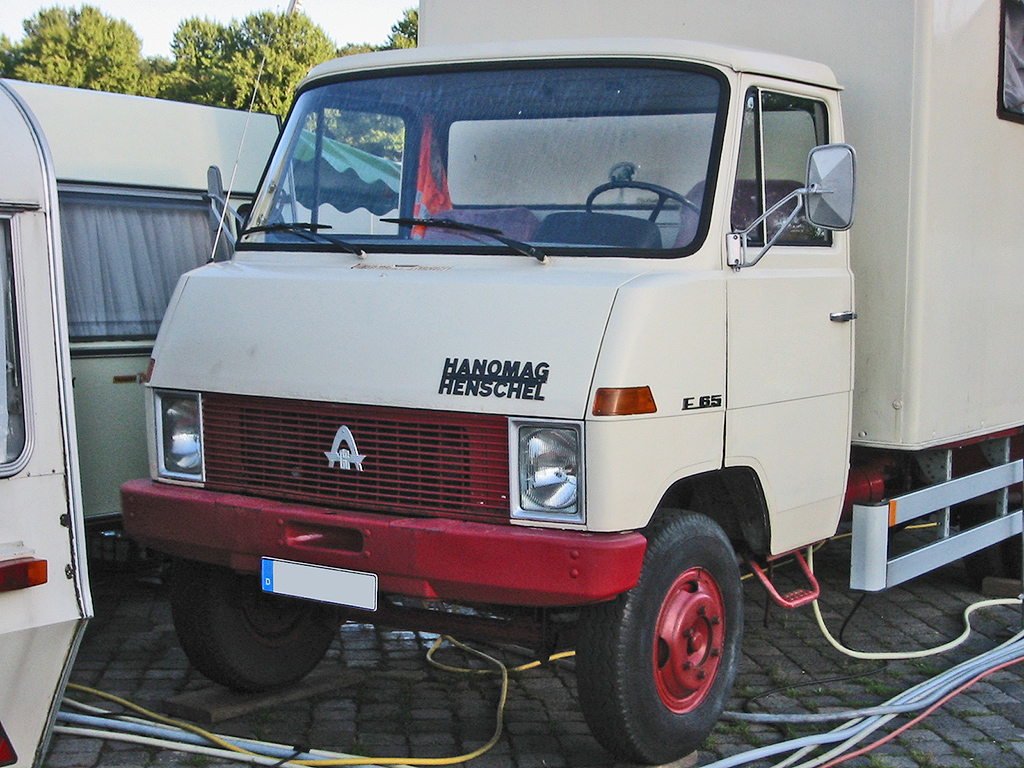
Hanomag-Henschel F 65
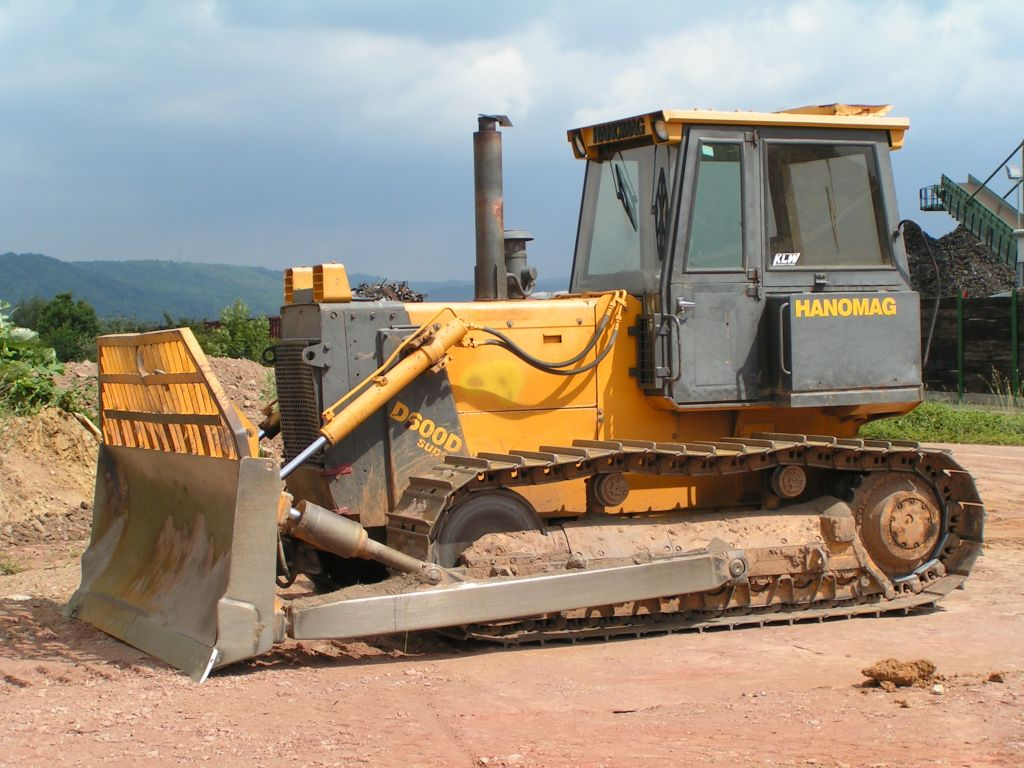
Buldozer Hanomag
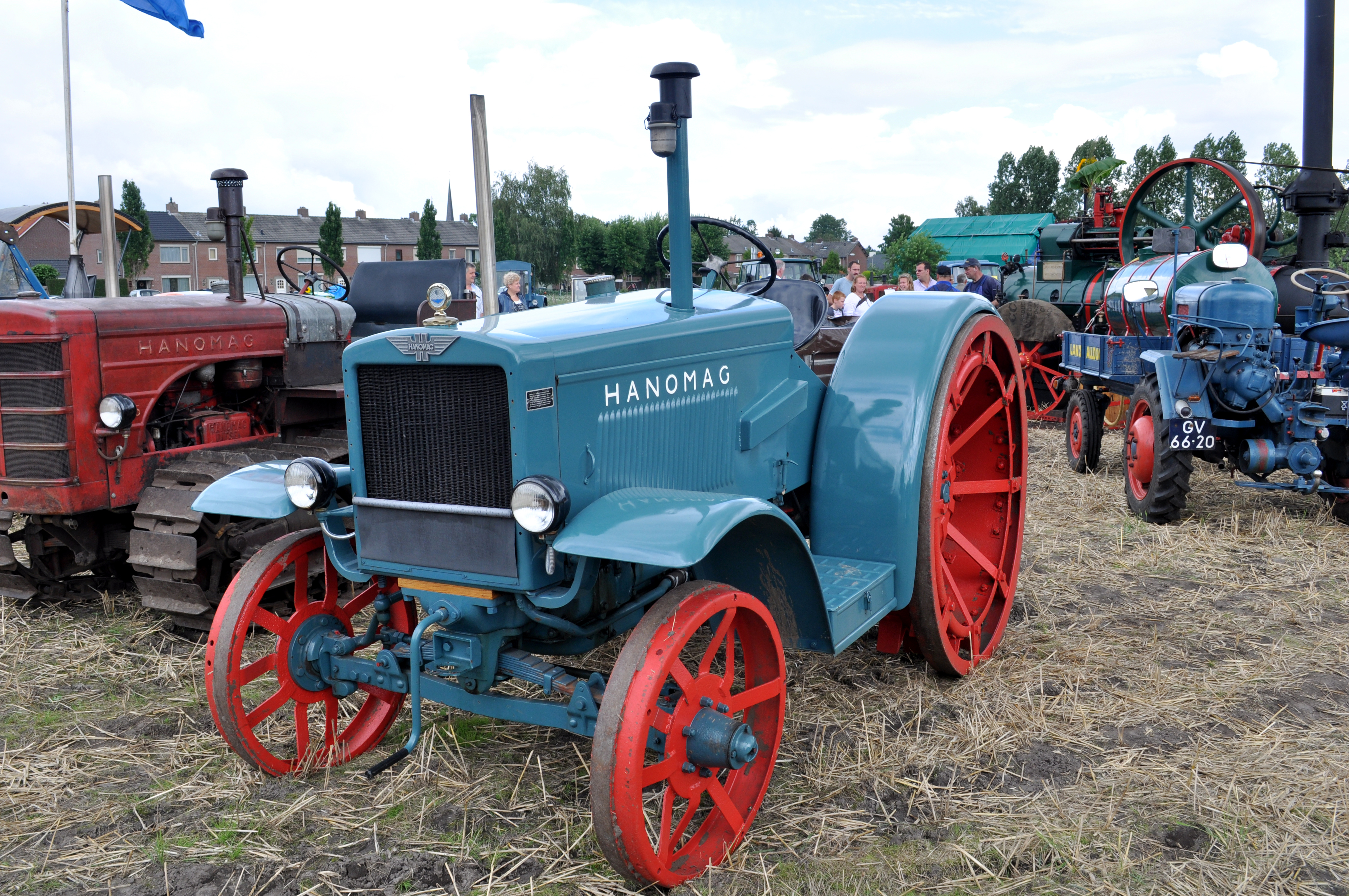
Tractor Hanomag R 40 B
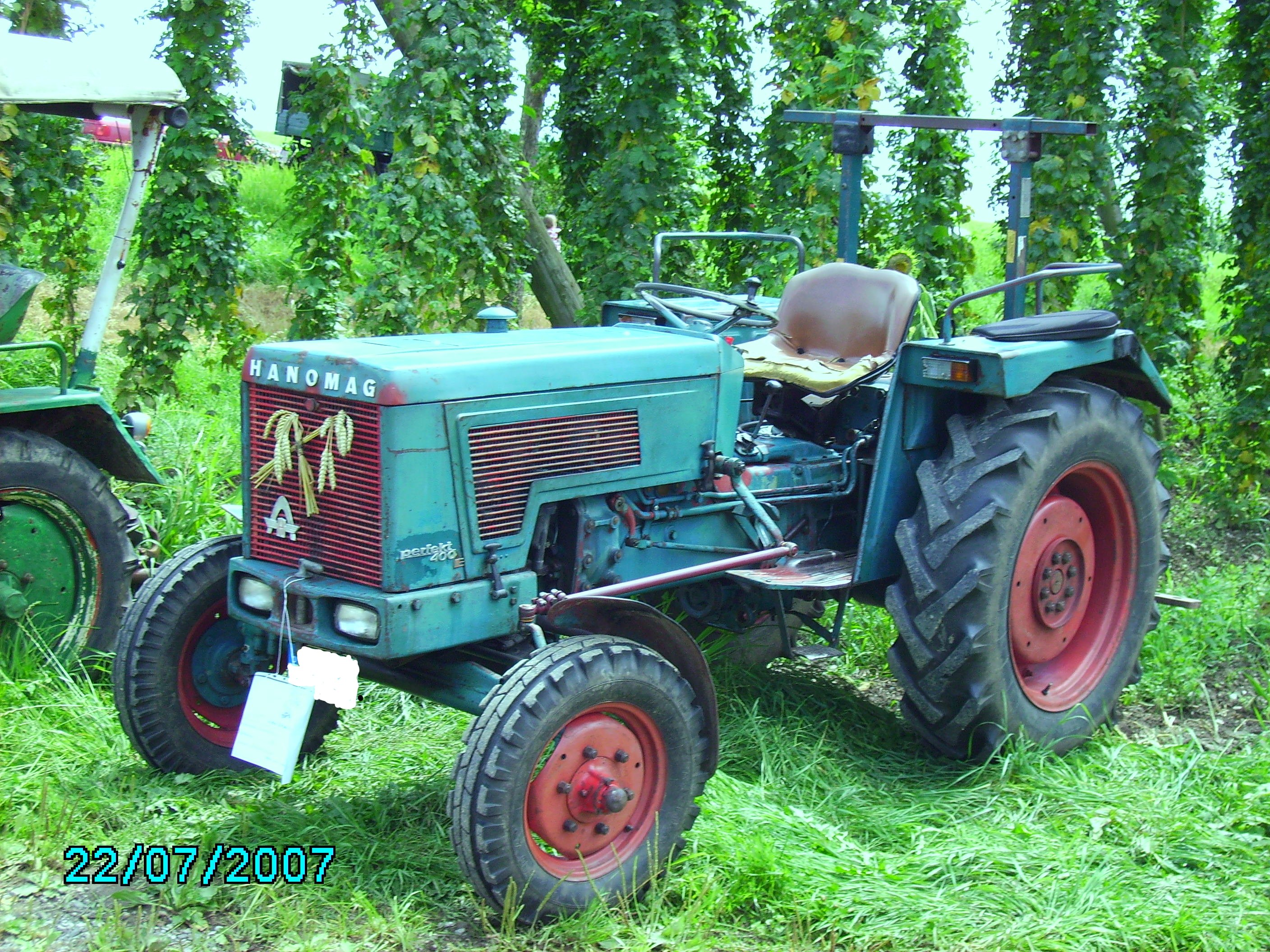
Tractor Hanomag Perfekt 400e